# Impasse des Chevaliers
L'impasse des Chevaliers est une voie située dans le quartier Saint-Fargeau du 20e arrondissement de Paris.

## Situation et accès
L'impasse des Chevaliers est desservie à proximité par la ligne 11 à la station Télégraphe.

## Origine du nom

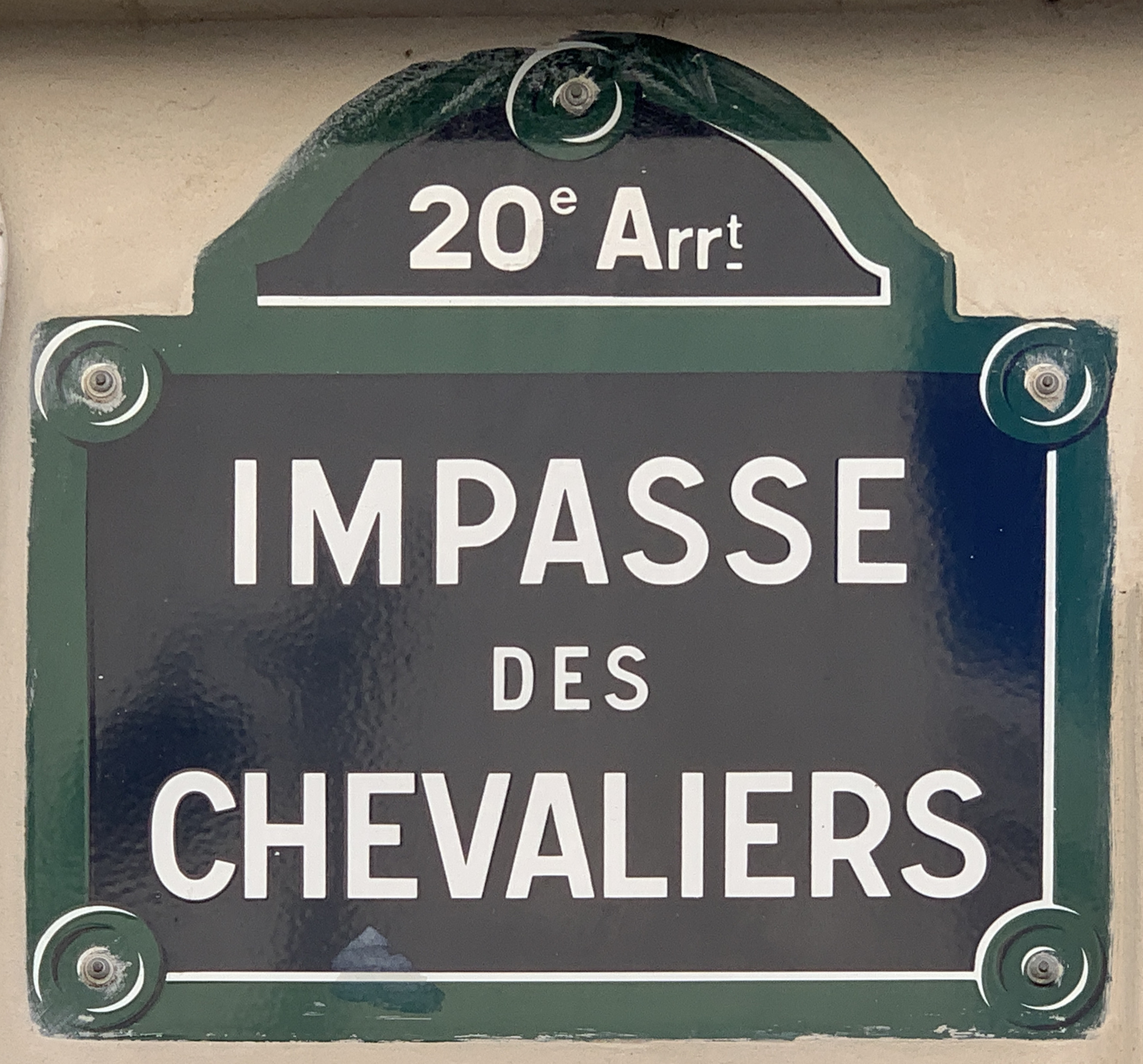
Plaque de l'impasse.

Cette voie tire son nom d'une ancienne enseigne, Au Chevalier de l'Arc.

## Historique
Cette voie située initialement dans l'ancienne commune de Belleville est officiellement rattachée à la voirie parisienne en vertu d'un arrêté municipal du 7 juin 1993.